# Cartero (película)
Cartero es una película de Argentina filmada en colores dirigida por Emiliano Serra sobre el guion de Santiago Hadida que se estrenó el 7 de noviembre de 2019 y tuvo como actores principales a Tomas Raimondi y Germán Da Silva.

## Sinopsis
Ambientada en la década de 1990, en el contexto de una crisis que tiene la desocupación como uno de los indicadores, Hernán Sosa empieza a trabajar en el correo y Sánchez, un viejo cartero, le enseña a caminar la calle, los secretos del oficio y sus personajes.

## Reparto
Participaron del filme los siguientes intérpretes:
- Tomas Raimondi
- Germán Da Silva
- Macarena Suárez
- Jorge Sesán
- Carlos Defeo
- Edda Bustamante...	Sra Grois
- Iván Masliah

## Comentarios
Leonardo D’Espósito en Noticias escribió:

”Aunque en principio esta historia de un joven cartero tratando de aprender el oficio en plenos noventa privatizados puede pensarse como una película social o política, solo lo es en parte. En otro sentido, es una historia de aprendizaje y de amor, casi una película de misterio que se vuelve cada vez más abstracta y, por supuesto, universal.”.

Paula Vázquez Prieto en La Nación escribió:

”El director… conjuga su experiencia personal en la construcción de un personaje que experimenta la ciudad con fascinación y extrañeza. Y es en ese retrato tan íntimo que encuentra un hallazgo: el vínculo entre Hernán y su inesperado mentor, el veterano Sánchez… , conocedor de las trampas del oficio, de los vericuetos de ese mundo en extinción. Pese a cierta dispersión que empantana a la película hacia el final…  consigue hacer presente aquella ciudad ajena y convulsa a través de los ojos de Hernán, cuyo pueblo natal late con su calidez en un rincón de la memoria. Casi sin quererlo, el Sánchez de Germán Da Silva es el mejor termómetro de aquella época de crisis, consciente de su recorrido moral fronterizo entre la traición y la supervivencia. Sus apariciones dotan a la película de profundidad y precisión, el mejor prisma para avistar un tiempo cuyos ecos siguen presentes.”.

## Premios y nominaciones
Buenos Aires Festival Internacional de Cine Independiente 2019
- Cartero recibió una Mención Especial en la  Competencia latinoamericana

68.ª edición de los Premios Cóndor de Plata, 2019
- Tomás Raimondi, nominado al Premio Revelación masculina por su actuación en  Cartero